# Can You Feel the Love Tonight
Can You Feel the Love Tonight (nella versione in italiano L'amore è nell'aria stasera) è una canzone premio Oscar estratta dalla colonna sonora del film d'animazione del 1994 Il re leone, composta da Elton John (musiche) e Tim Rice (testi). Il brano è presente anche nella compilation Love Songs del 1995.
Ricevette una nomination all'Oscar come miglior canzone nel 1995 insieme ad altre due canzoni tratte dal film, Hakuna Matata e Circle of Life; a vincere la statuetta fu proprio Can You Feel the Love Tonight. Nel 1995 vinse anche Golden Globe per la migliore canzone originale. Fruttò inoltre ad Elton un Grammy per la migliore interpretazione maschile.
Nel Regno Unito raggiunse la quattordicesima posizione, ma nella classifica statunitense Billboard arrivò a posizionarsi al quarto posto.

## Il re leone
Nel cartone animato, la canzone è cantata da Kristle Edwards, Joseph Williams, Sally Dworsky, Nathan Lane ed Ernie Sabella, e nella versione italiana da Tonino Accolla, Ermavilo, Roberto Stafoggia e Lorena Brancucci mentre nei titoli di coda è messa in evidenza la versione di Elton John. Originariamente doveva essere cantata da Timon e Pumbaa, ma Elton si oppose fermamente a quest'eventualità, temendo che la troppa comicità potesse ridicolizzare il brano, rovinando quindi l'atmosfera intima e amorosa. Il brano fa da contorno allo speciale incontro che, a circa metà del film, avviene tra i due leoni Simba e Nala: proprio in quel momento i vecchi amici d'infanzia imparano a conoscersi a fondo e s'innamorano l'uno dell'altra, provocando la disperazione del suricato Timon e del facocero Pumbaa. Nel film Il re leone 3 - Hakuna Matata, questi ultimi tentano, in una ricostruzione della medesima scena, di disturbare i protagonisti (ovviamente senza successo).
Nel 2003, nell'edizione speciale della colonna sonora The Lion King Soundtrack, John canta una versione remixata del brano.

## Cover
Il brano possiede numerose cover:
- Nel 1995 il gruppo russo Harajuku distribuì una versione techno dance di Can You Feel the Love Tonight.
- Negli anni 90 Annie Lennox ne fece una cover dal vivo.
- Il gruppo pop britannico S Club eseguì il brano nel 2002 per la compilation Disneymania.
- Nel 2004 il concorrente di American Idol William Hung fece una cover della canzone.
- Nel 2005 Bill Thompson eseguì una cover sulla musica della versione di Elton John.
- Nel 2006, un gruppo locale di Pittsburgh, gli SpacePimps, ha eseguito una cover della canzone; Sara Paxton ha inoltre reinterpretato il pezzo per DisneyMania 4, mentre il cantante ceco Zbyněk Drda ne ha cantato in pubblico la versione di Elton John: da allora essa è diventata parte integrante delle varie scalette dei suoi concerti.
- Nel 2008, Can You Feel the Love Tonight è stata cantata dal finalista di American Idol Elliott Yamin per DisneyMania 6 e da Phil Stacey per la compilation Country Sings Disney. Inoltre, Choo Choo Soul del programma Playhouse Disney ha distribuito una cover del brano nell'album Disney Music Block Party; il pezzo è stato anche pubblicato come singolo nello stesso anno da Billy Jon Coogan.
- Nel 2012, il gruppo Il Volo ha eseguito la cover della canzone inclusa nel loro album We Are Love.
- Nel 2019, nella versione live action de Il re leone prodotta dai Walt Disney Animation Studios, il brano è cantato da Beyoncé, Childish Gambino, Billy Eichner e Seth Rogen.[8] Il brano è stato reinterpretato nella versione doppiata in italiano rispettivamente da Elisa, Marco Mengoni, Stefano Fresi e Edoardo Leo.[9]

## Classifiche
| Classifica (1994)                            | Posizione più alta |
| -------------------------------------------- | ------------------ |
| Australia                                    | 9                  |
| Austria                                      | 4                  |
| Canada                                       | 1                  |
| Francia                                      | 1                  |
| Germania                                     | 14                 |
| Irlanda                                      | 9                  |
| Italia                                       | 15                 |
| Nuova Zelanda                                | 7                  |
| Svezia                                       | 2                  |
| Official Singles Chart                       | 14                 |
| U.S. Billboard Hot 100                       | 4                  |
| U.S. Billboard Hot 100 Airplay               | 2                  |
| U.S. Billboard Hot Adult Contemporary Tracks | 1                  |
| U.S. Billboard Hot Singles Sales             | 6                  |
| Classifica (1995)                            | Posizione più alta |
| Paesi Bassi                                  | 14                 |
| Norvegia                                     | 4                  |
| Svizzera                                     | 10                 |